# Channelview
Channelview è un census-designated place degli Stati Uniti d'America situato nella contea di Harris dello Stato del Texas.
La popolazione era di 38.289 persone al censimento del 2010. Fa parte dell'area metropolitana di Houston.

## Geografia fisica
Secondo lo United States Census Bureau, Channelview ha una superficie totale di 18,1 miglia quadrate (47,0 km²), di cui 14,8 miglia quadrate (38,3 km²) di terreno e 3,4 miglia quadrate (8,7 km²), o 18,46%, d'acqua.
Si trova circa 15 miglia (24 km) a est di Houston, nel punto in cui il fiume San Jacinto forma l'Old River, a sud della Interstate 10 e della Missouri Pacific Railroad e 15 miglia (24 km) a est del centro di Houston.

## Società

### Evoluzione demografica
Secondo il censimento del 2000, c'erano 29.685 persone, 9.189 nuclei familiari e 7.369 famiglie residenti nella città. La densità di popolazione era di 1.831,2 persone per miglio quadrato (707,1/km²). C'erano 9.874 unità abitative a una densità media di 609,1 per miglio quadrato (235,2/km²). La composizione etnica della città era formata dal 63,15% di bianchi, il 13,03% di afroamericani, lo 0,55% di nativi americani, il 2,03% di asiatici, lo 0,06% di isolani del Pacifico, il 18,29% di altre razze, e il 2,89% di due o più etnie. Ispanici o latinos di qualunque razza erano il 37,11% della popolazione.
C'erano 9.189 nuclei familiari di cui il 48,6% aveva figli di età inferiore ai 18 anni, il 60,4% aveva coppie sposate conviventi, il 13,8% aveva un capofamiglia femmina senza marito, e il 19,8% erano non-famiglie. Il 15,7% di tutti i nuclei familiari erano individuali e il 3,7% aveva componenti con un'età di 65 anni o più che vivevano da soli. Il numero di componenti medio di un nucleo familiare era di 3,22 e quello di una famiglia era di 3,60.
La popolazione era composta dal 33,7% di persone sotto i 18 anni, il 10,6% di persone dai 18 ai 24 anni, il 32,2% di persone dai 25 ai 44 anni, il 18,3% di persone dai 45 ai 64 anni, e il 5,2% di persone di 65 anni o più. L'età media era di 29 anni. Per ogni 100 femmine c'erano 100,6 maschi. Per ogni 100 femmine dai 18 anni in giù, c'erano 97,5 maschi.
Il reddito medio di un nucleo familiare era di 42.968 dollari e quello di una famiglia era di 45.638 dollari. I maschi avevano un reddito medio di 35.592 dollari contro i 26.423 dollari delle femmine. Il reddito pro capite era di 15.115 dollari. Circa l'11,5% delle famiglie e il 13,7% della popolazione erano sotto la soglia di povertà, incluso il 17,3% di persone sotto i 18 anni e il 15,4% di persone di 65 anni o più.